# Enzo Leijnse
Enzo Leijnse, né le 16 juillet 2001 à Amsterdam, est un coureur cycliste néerlandais.

## Palmarès sur route

### Par année
- 2018
  - Tour de Himmerlfart juniors
  - Acht van Bladel
  - Grand Prix Rüebliland :
    - Classement général
    - 3e étape (contre-la-montre)

  - 3e du championnat des Pays-Bas du contre-la-montre juniors
- 2019
  - 2e du championnat des Pays-Bas du contre-la-montre juniors
  - 2e de l'Acht van Bladel
  -  Médaillé d'argent du championnat du monde du contre-la-montre juniors
  -  Médaillé de bronze du championnat d'Europe du contre-la-montre juniors
  - 4e du championnat d'Europe sur route juniors
  - 4e du championnat du monde sur route juniors
- 2020
  - 2e étape (b) de la Ronde de l'Isard (contre-la-montre par équipes)
  - 7e du championnat d'Europe du contre-la-montre espoirs[1]
- 2021
  - 2e étape du Tour de l'Avenir (contre-la-montre par équipes)
- 2022
  - 1re étape du Tour de l'Avenir (contre-la-montre par équipes)
  - 3e du championnat des Pays-Bas du contre-la-montre espoirs
- 2023
  -  Champion des Pays-Bas du contre-la-montre espoirs
  - 4e étape de l'Olympia's Tour

### Résultats sur les grands tours

#### Tour d'Espagne
1 participation
- 2024 : 129e

### Classements mondiaux
| Année                                 | 2020  | 2021  | 2022  | 2023  | 2024  |
| ------------------------------------- | ----- | ----- | ----- | ----- | ----- |
| Classement mondial                    | 1763e | 2120e | 1922e | 1420e | 1896e |
| UCI Europe Tour                       | 1298e | 1439e | 1237e | nc    | nc    |
|                                       |       |       |       |       |       |
| Légende : nc = non classéSource : UCI |       |       |       |       |       |

## Palmarès sur piste

### Championnats d'Europe
| Édition / Épreuve   | Course aux points | Américaine |
| Gand 2019 (juniors) | Argent            | Argent     |

### Championnats nationaux
- 2017
  -  Champion des Pays-Bas de scratch juniors
  - 2e du championnat des Pays-Bas de l'omnium juniors
  - 2e du championnat des Pays-Bas de course aux points juniors
- 2018
  -  Champion des Pays-Bas de poursuite juniors
  -  Champion des Pays-Bas de l'américaine juniors (avec Casper van Uden)
  - 2e du championnat des Pays-Bas de l'omnium juniors
  - 2e du championnat des Pays-Bas de course aux points juniors
  - 3e du championnat des Pays-Bas de scratch juniors
- 2019[2]
  -  Champion des Pays-Bas de poursuite par équipes (avec Maikel Zijlaard, Casper van Uden, Vincent Hoppezak et Philip Heijnen)
  - 3e du championnat des Pays-Bas de poursuite